# کاروان شهید
کاروان شهید نام یک تصنیف از ساخته‌های محمدرضا لطفی است که اولین بار با آواز شهرام ناظری اجرا و در آلبوم چاووش ۸ گنجانده شد. این تصنیف که در اوایل جنگ ایران و عراق ساخته شد، فضایی حماسی دارد و به عنوان «بهترین تصنیف جنگ» توصیف شده‌است.

## متن شعر
| می‌گذرد کاروان، روی گل ارغوان        |  | قافله ‌سالار آن، سرو شهید جوان              |
| در غم این عاشقان، چشم فلک خون‌فشان   |  | داغ جدایی به دل، آتش حسرت به جان           |
| خورشیدی تابیدی، ای شهید             |  | در دل‌ها جاویدی، ای شهید                    |
| می‌گرید در سوگت، آسمان               |  | می‌سوزد از داغت، شمع جان                    |
| چون روید لاله از خاک تو             |  | یاد آرم از جان پاک تو                      |
| بنگر چون شد، دل‌ها خون شد زین آتش‌ها  |  | از موج خون، شد لاله‌‌گون، دشت و صحرا         |
| زین درد و غم، گرید عالم، ای شهید ما |  | از این ماتم، خون می‌گریم ای یاران،‌ ای یاران |
| خون هر جانباز، می‌دهد آواز           |  | جان فدای وطنم، خاک ایران کفنم              |
| ای دریغا، لاله ما                   |  | گشته گلگون، خفته در خون                    |
| خورشیدی تابیدی،‌ ای شهید             |  | در دل‌ها جاویدی،‌ ای شهید                    |
| می‌گرید در سوگت، آسمان               |  | می‌سوزد از داغت، شمع جان                    |

## تاریخچه
نام این تصنیف به لفظ شهید اشاره دارد که در ایران برای توصیف کشته‌شدگان ایرانی در جنگ ایران و عراق نیز به کار می‌رود. در اولین روزهای این جنگ (سال ۱۳۵۹ ه‍.ش) یکی از بستگان و دوستان نزدیک شهرام ناظری کشته شد. ناظری در واکنش به این رویداد، سراسیمه به کرمانشاه رفت تا در مراسم خاکسپاری وی شرکت کند. در طول این مراسم ملودی قطعهٔ کاروان شهید به ذهن ناظری خطور کرد، و پس از بازگشت به تهران وی این ملودی را در نشستی مشترک با محمدرضا لطفی و هوشنگ ابتهاج اجرا کرد و همان‌جا ایدهٔ ساخت این تصنیف شکل گرفت. محمد ذکایی شعر این تصنیف را سرود و لطفی برایش مقدمه‌ای در آواز شوشتری نوشت و بعداً اجرای مفصل‌تری از آن به همراه یک پیش‌درآمد، در آلبوم چاووش ۸ گنجانده شد. پس از آن لطفی تا حدود ۳۰ سال این قطعه را اجرا نکرد. در سال ۱۳۸۷ وی در مراسمی در بیستمین جشنواره موسیقی فجر که در تالار بزرگ کشور در تهران برگزار شد، این قطعه را به همراه چند قطعهٔ دیگر از آثار خود اجرا کرد.

## نقد
تصنیف کاروان شهید دارای فضایی «حماسی» توصیف شده و شعرش نیز دارای محتوایی تراژیک دانسته شده‌است. این تصنیف به عنوان «بهترین تصنیف جنگ» مورد تحسین قرار گرفته‌است. کاروان شهید (در کنار قطعه‌هایی همچون شب نورد، ژاله خون شد، سپیده، رزم مشترک، و میهن ای میهن که همگی با صدای شهرام ناظری یا محمدرضا شجریان بودند) جزو اولین قطعات موسیقی بود که پس از انقلاب اسلامی ایران در ایران منتشر شد؛ این قطعات را آغازگر فصلی تازه در موسیقی ایران دانسته‌اند.